# Corona-Werke
Die Corona-Werke waren ein deutscher Fahrrad-, Motorrad- und Automobilhersteller, der in Brandenburg an der Havel ansässig war. Das 1891 von Adolf Schmidt als Fahrradfabrik gegründete Unternehmen nahm 1901 die Fertigung von Motorrädern auf und 1905 den Bau von Automobilen. Das Werk überstand die deutsche Fahrradkrise 1928 und die nachfolgende Weltwirtschaftskrise 1929 nicht. 1932 erfolgte die Liquidation.

## Beschreibung

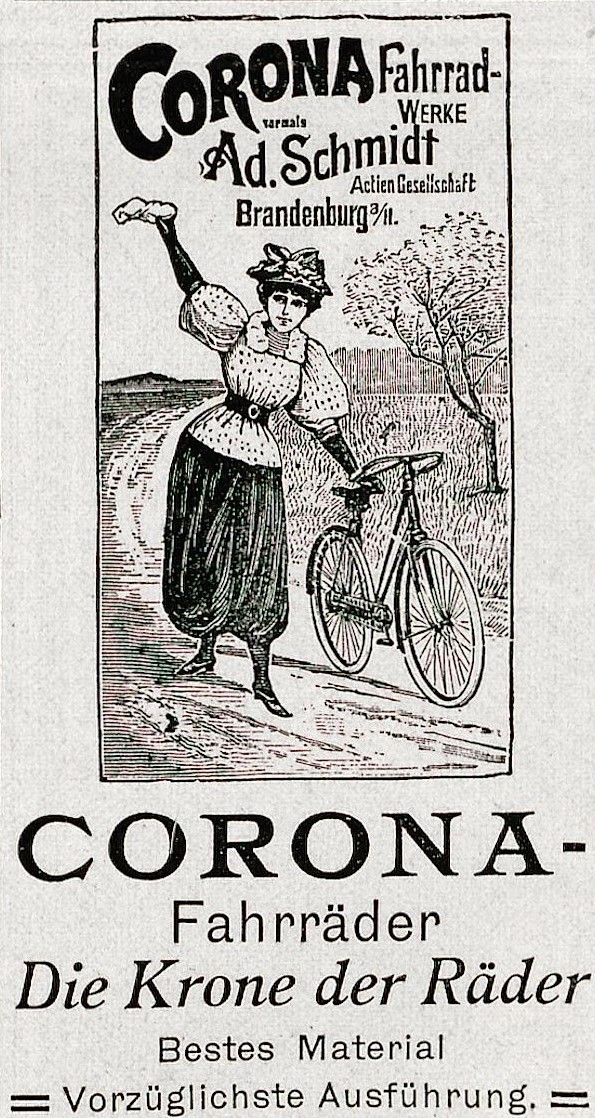
Werbeanzeige (1898)

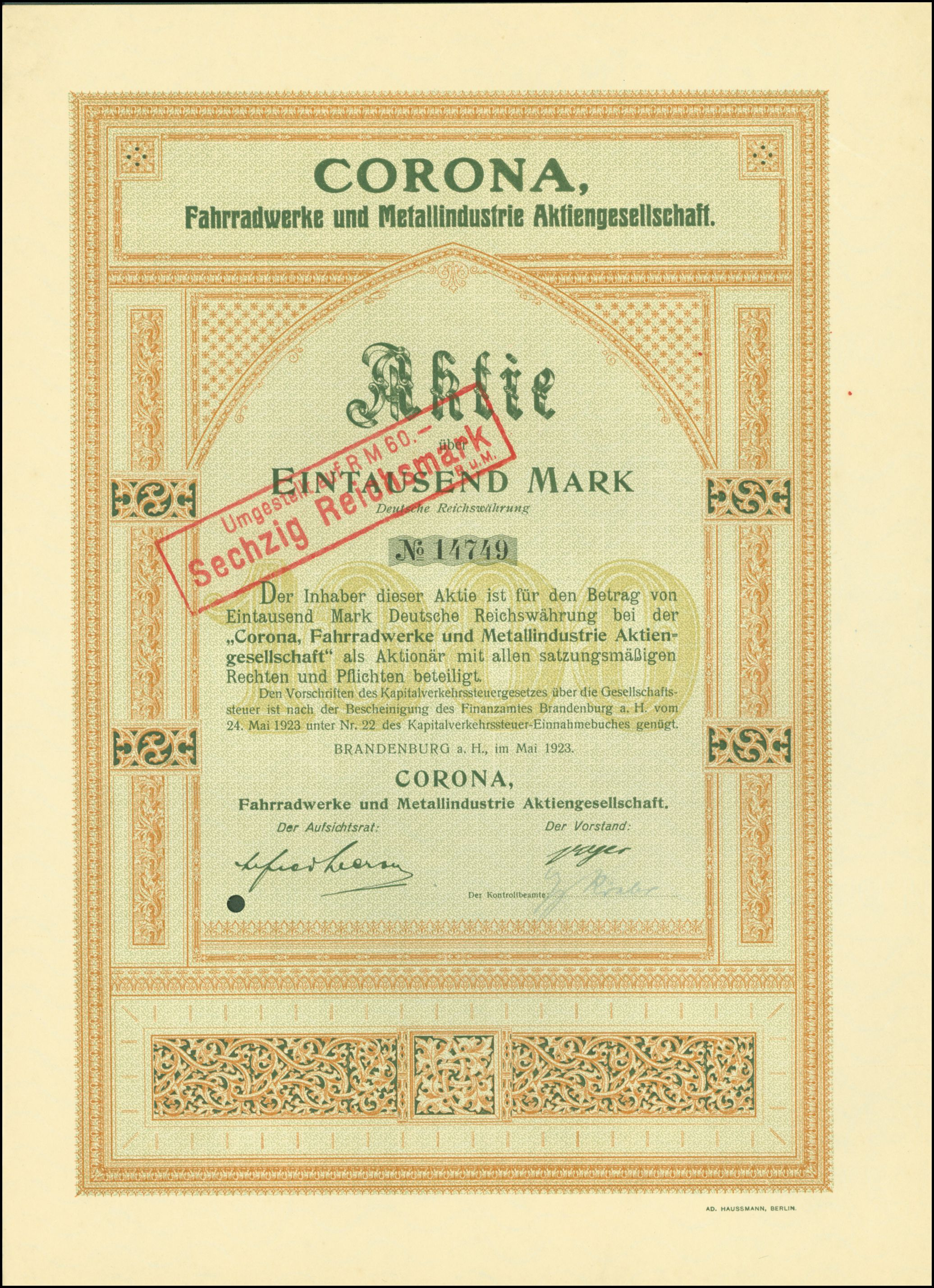
Aktie über 1000 Mark der Corona Fahrradwerke und Metallindustrie AG vom Mai 1923

Von 1905 bis 1909 bot Corona zwei Wagen an, die in Lizenz von Maurer-Union gefertigt wurden. Beide Modelle besaßen stufenlose Reibrad-Antriebssysteme, von Maurer-Union. Der 6/8 PS hatte einen Einzylindermotor mit 1470 cm³ Hubraum, der eine Leistung von 8 PS (5,9 kW) bei 800 min−1 abgab. Der 9/11 PS war mit einem Reihenzweizylindermotor ausgestattet. Dieser zog aus 1526 cm³ Hubraum eine Leistung von 11 PS (8,1 kW) bei 1100 min−1. Nur der größere Wagen hatte auch einen Rückwärtsgang.
Ab 1908 wurde ein weiteres Modell angeboten, das Coronamobil. Dies war ein Dreirad, das bis zum Sattel einem Motorrad glich und anstatt des Hinterrades eine Hinterachse mit zwei Rädern und einer darüber angeordneten Sitzbank mit zwei Plätzen trug. Anstatt der Lenkstange besaß das Fahrzeug aber ein Lenkrad. Die 1-Zylinder-Antriebsmotoren kamen von Fafnir,  Es waren wechselgesteuerte Einzylinder mit 3,5 PS (2,6 kW) oder 4,5 PS (3,3 kW). Die 2-Zylinder-Motoren kamen von Antoine.
Nach Schließung des Lizenzgebers Maurer-Union 1909 musste die Automobilfertigung bei Corona umgestellt werden. Die Corona-Werke produzierten noch bis zum Beginn des Ersten Weltkrieges 1914 Automobile und Lieferwagen. Die Motorradproduktion endete ebenfalls zunächst 1914. Kurzzeitig nahm die Fabrik 1924 erneut diesen Fabrikationszweig auf. Man stellte dafür auch einen eigenen Boxermotor mit 3 PS und 335 cm³ her, der in Längsrichtung verbaut wurde. Allerdings endete dieser wegen zu geringer Nachfrage und technischen Problemen 1925.
Die Motorradproduktion lief von 1901 bis 1925. Zunächst wurden Schrittmacher-Tandem Motorräder für den Steherradsport gebaut. Das Werk engagierte sich aktiv im Radsport und hatte u. a. Thaddäus Robl aus München unter Vertrag. Robl fuhr auf Corona-Rennrad und hinter Corona-Motortandem zum Weltmeistertitel 1901 und 1902. Ab 1902 fertigte das Werk Straßenmotorräder.
Die Fahrradfabrikation begann 1891 und endete 1932.